# Kaduï (poble)
|  | Per a altres significats, vegeu «Kaduï». |

Kaduï (en rus: Кадуй) és un poble de l'óblast d'Irkutsk, a Rússia, que en el cens del 2010 tenia 100 habitants. el nom del poble de la regió De Vologda